# Daniel Magnusson
Daniel Magnusson, född 8 mars 2000 i Karlstad, är en svensk curlingspelare som representerar det svenska landslaget.

## Biografi
Daniel Magnusson medverkar i lag Edin oftast som reserv. Han har tagit fyra VM-guld och ett EM-guld. Vid olympiska vinterspelen 2022 tog han guld i lagtävlingen.